# Jan Loris
Jan Loris (Sint-Pieters-Leeuw, 1953) is een Belgisch dirigent, muziekpedagoog en trompettist.

## Levensloop
Loris kreeg zijn eerste muzieklessen en was later trompettist bij de Koninklijke Fanfare "Sint-Cecilia", Sint-Pieters-Leeuw. Hij studeerde aan het Koninklijk Conservatorium te Brussel trompet, notenleer, muziekgeschiedenis, transpositie, partituuranalyse en HaFa-directie. Als trompettist was hij verbonden aan het symfonieorkest van de BRTN, het Vlaams Kamerorkest en de Brabantse Brass Band (de voorloper van Brass Band Midden Brabant). In het genre van de lichte of amusementsmuziek speelde hij mee bij de ASLK Big Band en de Cruncho Granola Big Band.
Als muziekleraar is hij verbonden aan het Don-Bosco instituut te Halle (Vlaams-Brabant). Hij is regelmatig jurylid voor koperblaasinstrumenten en kamermuziek aan de Stedelijke muziekacademie van Halle. Loris is ook lid van de Muziekcommissie van de Vlaamse Amateurmuziekorganisatie - federatie Vlaams-Brabant.
Al op achttienjarige leeftijd werd hij dirigent van de Koninklijke Fanfare "Sint-Cecilia", Sint-Pieters-Leeuw en bleef in deze functie tot 1999. Sinds 1991 is hij opvolger van Michel Leveugle als dirigent van de Koninklijke "Sint-Martinusfanfare", Halle.
Eind 2008 volgde hij José Fontaine op als dirigent in de koninklijke fanfare Sint-Cecilia van Zellik, waar hij stopte in 2018.